# Идеал (Нижегородская область)
Идеа́л (ранее хутор Панко́в) —  сельский посёлок в Ардатовском районе Нижегородской области. Входит в состав  Стёксовского сельсовета

## Этимология
Посёлок получил название по основанному тут в 1930 году одноимённому совхозу. До этого он именовался хутор Панков по фамилии землевладельца.

## История
Посёлок был основан до революции как хутор Панков. В советское был образован совхоз «Культура», позже «Ардатовский». В 1978 году в посёлке было учтено 109 хозяйств и 406 жителей. Работали фельдшерско-акушерский пункт, начальная школа, клуб, сельмаг, общественная баня. В 1992 году в посёлке насчитывалось 143 хозяйства и 399 жителей, 123 жилых дома. 

## Географическое положение
Посёлок Идеал находится на юго-западе Нижегородской области России, к югу от автомобильной дороги Ардатов — Арзамас, в 5 км к востоку от реки Сухая Иржа. Административный центр муниципального округа Ардатов находится в 25 км к западу от посёлка. 
Идеал соединён просёлочными дорогами на севере — с посёлком Виноградовкой (расстояние 3 км), на юго-востоке — с селом Онучино (4 км), на юге — с селом Конново (4 км), 
на юго-западе — с деревней Силино (4 км), на западе — с селом Кологреево (5 км).
Высота над уровнем моря около 165 метров.
Посёлок Идеал, как и вся Нижегородская область, находится в часовой зоне МСК (московское время). Смещение применяемого времени относительно UTC составляет +3:00.

## Административная принадлежность
Сельский посёлок Идеал входит в состав Стёксовского сельсовета Ардатовского муниципального округа Нижегородской области Российской Федерации.

## Климат
Посёлок находится в зоне умеренно-континентального климата, который характеризуется холодной продолжительной зимой и тёплым, но достаточно коротким летом. За год выпадает в среднем 450—550 мм осадков, из них 68 % — в виде дождя и 32 % — в виде снега. Среднегодовая относительная влажность воздуха — 76 %. Снежный покров достигает 50 см, а в особо снежные зимы может достигать одного метра и более.
Весна приходит резко, обычно к середине апреля, при этом вплоть до середины мая нередки заморозки. Лето сравнительно короткое и достаточно жаркое — в отдельные годы температура может достигать 36 °C. Шапка лета приходится на июль. В конце весны и лета нередки грозы — их может случаться до 20 за год, почти каждый год выпадает град. Осень приходит в сентябре и стоит до начала ноября, но уже в сентябре нередки заморозки. Зима наступает в начале ноября и продолжается до середины марта. Обычно первый снег выпадает в октябре и держится в течение пяти месяцев, сходит к 10—15 апреля. Почва промерзает на глубину 70—90 см.
Вегетационный период составляет 189 дней, продолжительность безморозного периода — 137 дней.

## Население
| Численность населения | Численность населения | Численность населения | Численность населения | Численность населения | Численность населения |
| 1978                  | 1992                  | 1999                  | 2002                  | 2010                  | 2021                  |
| --------------------- | --------------------- | --------------------- | --------------------- | --------------------- | --------------------- |
| 406                   | ↘399                  | ↘368                  | ↘318                  | ↘189                  | ↘181                  |

## Инфраструктура
В посёлке единственная улица Лесная.